# Indothemis limbata
Indothemis limbata is een libellensoort uit de familie van de korenbouten (Libellulidae), onderorde echte libellen (Anisoptera).
De soort staat op de Rode Lijst van de IUCN als niet bedreigd, beoordelingsjaar 2010.
De wetenschappelijke naam Indothemis limbata is voor het eerst geldig gepubliceerd in 1891 door Selys.